# Шевня-Гурна
Шевня-Гурна (пол. Szewnia Górna) — село в Польщі, у гміні Адамув Замойського повіту Люблінського воєводства. Населення — 227 осіб (2011).

## Історія
За даними етнографічної експедиції 1869—1870 років під керівництвом Павла Чубинського, населення села Шевня майже порівну становили польськомовні греко-католики та римо-католики.
У 1975—1998 роках село належало до Замойського воєводства.

## Демографія
Демографічна структура станом на 31 березня 2011 року:
|          | Загалом | Допрацездатний вік | Працездатний вік | Постпрацездатний вік |
| -------- | ------- | ------------------ | ---------------- | -------------------- |
| Чоловіки | 119     | 27                 | 84               | 8                    |
| Жінки    | 108     | 24                 | 70               | 14                   |
| Разом    | 227     | 51                 | 154              | 22                   |